# Fort Lewis
Fort Lewis é uma Região censo-designada localizada no estado norte-americano de Washington, no Condado de Pierce.

## Demografia
Segundo o censo norte-americano de 2000, a sua população era de 19 089 habitantes.

## Geografia
De acordo com o United States Census Bureau tem uma área de 41,1 km², dos quais 39,6 km² cobertos por terra e 1,5 km² cobertos por água. Fort Lewis localiza-se a aproximadamente 98 m acima do nível do mar.

## Localidades na vizinhança
O diagrama seguinte representa as localidades num raio de 12 km ao redor de Fort Lewis.